# Vadzim Stral'coŭ
Vadzim Mikalaevič Stral'coŭ (in bielorusso Вадзім Мікалаевіч Стральцоў?; Mahilëŭ, 30 aprile 1986) è un sollevatore bielorusso, vincitore della medaglia d'argento olimpica a Rio de Janeiro 2016 nella categoria fino a 94 kg.

## Palmarès
- Giochi olimpici

Rio de Janeiro 2016: argento nei 94 kg.
- Mondiali

Chiang Mai 2007: bronzo negli 85 kg.
Houston 2015: oro nei 94 kg.
- Europei

Batumi 2019: bronzo nei 102 kg.